# Archeologia (czasopismo)
Archeologia – rocznik Państwowego Muzeum Archeologicznego w Warszawie i Polskiego Towarzystwa Archeologicznego we Wrocławiu, wydawany od 1947 roku. Czasopismo poświęcone jest historii sztuki, archeologii i kulturze materialnej.